# E a Vida Continua... (filme)
E a Vida Continua... é um filme brasileiro baseado no livro homônimo do autor espiritual André Luiz, psicografado por Chico Xavier. O livro E a Vida Continua... é o 13.º da Coleção André Luiz (também chamada de A Vida no Mundo Espiritual) lançado em 1968.
Foi o segundo filme realizado a partir de um romance mediúnico de André Luiz. O primeiro foi Nosso Lar, de 2010, sucesso de bilheteria.

## Sinopse
Evelina (Amanda Acosta) e Ernesto (Luiz Baccelli) se conhecem quando ambos se hospedam num hotel, e das horas que passam juntos nasce uma amizade sólida. Mas os laços que unem os dois amigos são maiores do que imaginam, e forçados por circunstâncias que desconhecem, tornam a se encontrar, para dessa vez descobrirem que a “coincidência” na verdade os uniu para desvendarem antigos problemas que envolviam as famílias Serpa e Fantini e resolver estes problemas é uma necessidade para um futuro mais harmonioso.

## Elenco
- Amanda Acosta - Evelina Serpa
- Luiz Baccelli - Ernesto Fantini
- Lima Duarte - Instrutor Ribas
- Luiz Carlos Félix - Caio Serpa
- Ronaldo Oliva - Túlio Meireles
- Samantha Caracante - Vera Celina Fantini
- Ana Lúcia Torre - Brígida Serpa
- César Pezzuoli - Amâncio Terra
- Rui Resende - Desidério Serpa (Dedé)
- Rosana Penna - Elisa Fantini
- Ana Rosa - Lucinda
- Luiz Carlos de Moraes - Instrutor Cláudio
- Arlete Montenegro - Sra. Tamburini
- Cláudia Mello - Alzira
- Carla Fioroni - Isa
- Pedro Costa - Lúcio Terra
- Laura Feliciano - Ana Flávia Serpa
- João Pedro Correia - Lúcio Terra (menino)
- Giovane E. Alvarenga  - Pedro Serpa (menino)
- Maria Vitória Gonçalves - Ana Flávia Serpa (menina)